# ヨメ代行はじめました。
『ヨメ代行はじめました。』（ヨメだいこうはじめました）は、2013年1月10日から3月28日まで関西テレビのヨルパチーノ・ドラマNEXT（木曜25:00 - 25:30〈JSTでは翌日金曜日1:00 - 1:30〉）枠で放送されていた日本のテレビドラマ。
主演は松山メアリ。

## あらすじ
大阪にあるガールズバー『WILD!』。ここでは、立地条件の悪さとオーナーの容姿の悪さが原因で、閑古鳥が鳴いていた。オーナーはそんなお店に危機感を募らせて、綿密な計画プランもなく思いつくままに嫁代行ビジネスを始めた。

## 出演

### ガールズバー WILD!
さとみ (21) - 松山メアリ（幼少期：椎平瑠月）
ガールズバー店員。料理が得意。明るく純粋かつ直向きで、正義感が強い。相手の立場や気持ちを考え、傷んでいる心に寄り添うことができる。実は、失恋の痛手が未だ拭えずにいる。
のあ (22) - 丸高愛実
ガールズバー店員。サバサバとした今時の若者。拝金主義だが、情に熱い。
アスカ (20) - 尾崎ナナ
ガールズバー店員。理知的でしっかり者。バイトの傍ら、コンピューター工学の大学に通っている。コンピュータ関係に詳しく、嫁代行のホームページを作成する。
オーナー (35) - 諏訪雅（ヨーロッパ企画）
本名不明。バツ10で、悲観的な結婚観を持つ。嫁は旦那に逆らわず黙って従っていれば良いと考えている。自分の世界に入り込んで暴走する傾向があるが、人情家。
常連客 - パンチ佐藤
素性は一切不明の男性。ガールズバーが嫁代行の仕事を新しく始めた話を店内で聞きつけて、「おままごとをして欲しい」とアスカに要求する。毎回、話す言葉や仕草は嫁代行の依頼者が本当に望んでいる答えのヒントになり、さとみたちを問題解決へと導いていく。

### ゲスト
＊は嫁代行の依頼者。

#### 第1話
細野* (30) - 酒井善史（ヨーロッパ企画）
妻と別居中。嫁代行のさとみに家政婦なみの家事効率を求めて、神経質に事細かく指示する。

#### 第2話
町田* (28) - 本多力（ヨーロッパ企画）
「会社の上司に可愛い嫁がいる」と言ってしまう。「上司のホームパーティーに出席するときだけ地味な妻に代わって嫁を務めて欲しい」と依頼し、「自分のルックスに合う女性はのあしかいない」と指名する。
町田 かな - 西村直子（ヨーロッパ企画）
町田の妻。

#### 第3話
小樽 ゆい* (10) - 二宮星
母親を7年前に亡くす。母親と3人で暮らしていたころの笑顔を父親に取り戻して欲しいと願う。
小樽 仁 (40) - 前田耕陽（友情出演）
画家。ユイの父親。

#### 第4話
南 ユウヤ* (29) - 山本禎顕
内気で陰湿な性格を変えるために嫁代行を依頼したが、極度の人見知りが災いし、「のあとまともなコミュニケーションが取れなかった」と自身のブログで嘆いていた。
ユウヤの抱えている苦悩や本心が分かるブログをインターネットからアスカが探してくる。
朝比奈 メイ -  桃香
学生時代、ユウヤに告白されたがおたくは気持ち悪いと酷い言葉を浴びせて振り、彼の心を深く傷つける。

#### 第5話
大島* (40) - 岡本拓朗
モテモテの商社マン。

#### 第6話
小林 節子* (60) - 三島ゆり子
姑。
マリン (22) - 森はるか
家事も料理も苦手なイマドキのギャル嫁。

#### 第7話
浅田 マミ* (27) - 長澤奈央
出版社で働く独身のキャリアウーマン。

#### 第8話
梅田 エースケ* - 永野宗典
夫婦漫才師。

#### 第9話
スティーブ* - ダンルフィ
アメリカ人男性。

#### 第10話
小山 昌明* - 土佐和成
田舎から都会に憧れて上京した青年。

#### 第11話
リュウスケ - 中山優貴
のあの彼氏。

#### 第12話
タケシ* - 武田航平
さとみの元彼氏。

## スタッフ
- 脚本 - 村上慎太郎（夕暮れ社 弱男ユニット）、池浦さだ夢（男肉 du Soleil）
- 演出 - 瑠東東一郎
- 主題歌 - bump.y「COSMOの瞳」（ポニーキャニオン）[1]
  - 挿入歌 - 雨先案内人「ギター」（ハピネット）
- オープニングナレーション - スギちゃん[5]
- 助監督 - 加藤俊介、小浴崇慎、長坂信行
- タイトル - 小山萌、広田真吾
- イラスト - 中村妙
- プロデューサー - 野村亙、増田幸一郎、若松雅也
- 協力 - ヨーロッパ企画
- 制作著作 - メディアプルポ
- 制作 - 関西テレビ

## サブタイトル
| 各話   | 放送日        | サブタイトル                   | 脚本       |
| ------ | ------------- | ------------------------------ | ---------- |
| 第1話  | 2013年1月10日 | ヨメってこんなに大変だったんだ | 村上慎太郎 |
| 第2話  | 2013年1月17日 | 可愛いヨメがいます…            | 村上慎太郎 |
| 第3話  | 2013年1月24日 | 10歳の依頼人                   | 池浦さだ夢 |
| 第4話  | 2013年1月31日 | バーチャルの女しか愛せない男   | 池浦さだ夢 |
| 第5話  |               | 不倫代行                       |            |
| 第6話  |               | 嫁姑問題                       |            |
| 第7話  | 2013年2月21日 | 夫代行                         |            |
| 第8話  |               | 夫婦漫才                       |            |
| 第9話  |               | 外国人のヨメ                   |            |
| 第10話 |               | 田舎からオカンが来る           |            |
| 第11話 | 2013年3月21日 | 楽しい慰安旅行                 |            |
| 第12話 |               | さらば、ヨメ代行               |            |